# Оскода (Мичиген)
Оскода (енгл. Oscoda) насељено је место без административног статуса у америчкој савезној држави Мичиген.

## Демографија
По попису из 2010. године број становника је 903, што је 89 (-9,0%) становника мање него 2000. године.
| Група             | 2000.       | 2010.       |
| Белци             | 925 (93,2%) | 821 (90,9%) |
| Афроамериканци    | 4 (0,4%)    | 16 (1,8%)   |
| Азијати           | 17 (1,7%)   | 12 (1,3%)   |
| Хиспаноамериканци | 17 (1,7%)   | 25 (2,8%)   |
| Укупно            | 992         | 903         |